# Steyrtal Straße
Die Steyrtal Straße (B 140) ist eine Landesstraße in Oberösterreich. Sie verläuft auf einer Länge von 25 km durch das Tal der Steyr, einem linken Nebenfluss der Enns.

## Verlauf
Die Steyrtal Straße zweigt in Sierning nahe der Stadt Steyr von der Voralpen Straße B 122 ab und führt bis zum Fuß des Sengsengebirges. In der dortigen „Steinwänd“ (Gemeinde Micheldorf) mündet sie in die Pyhrnpass Straße B 138. Die Straße verläuft stets am linken Ufer der Steyr und folgt dem Verlauf der ehemaligen Steyrtalbahn.

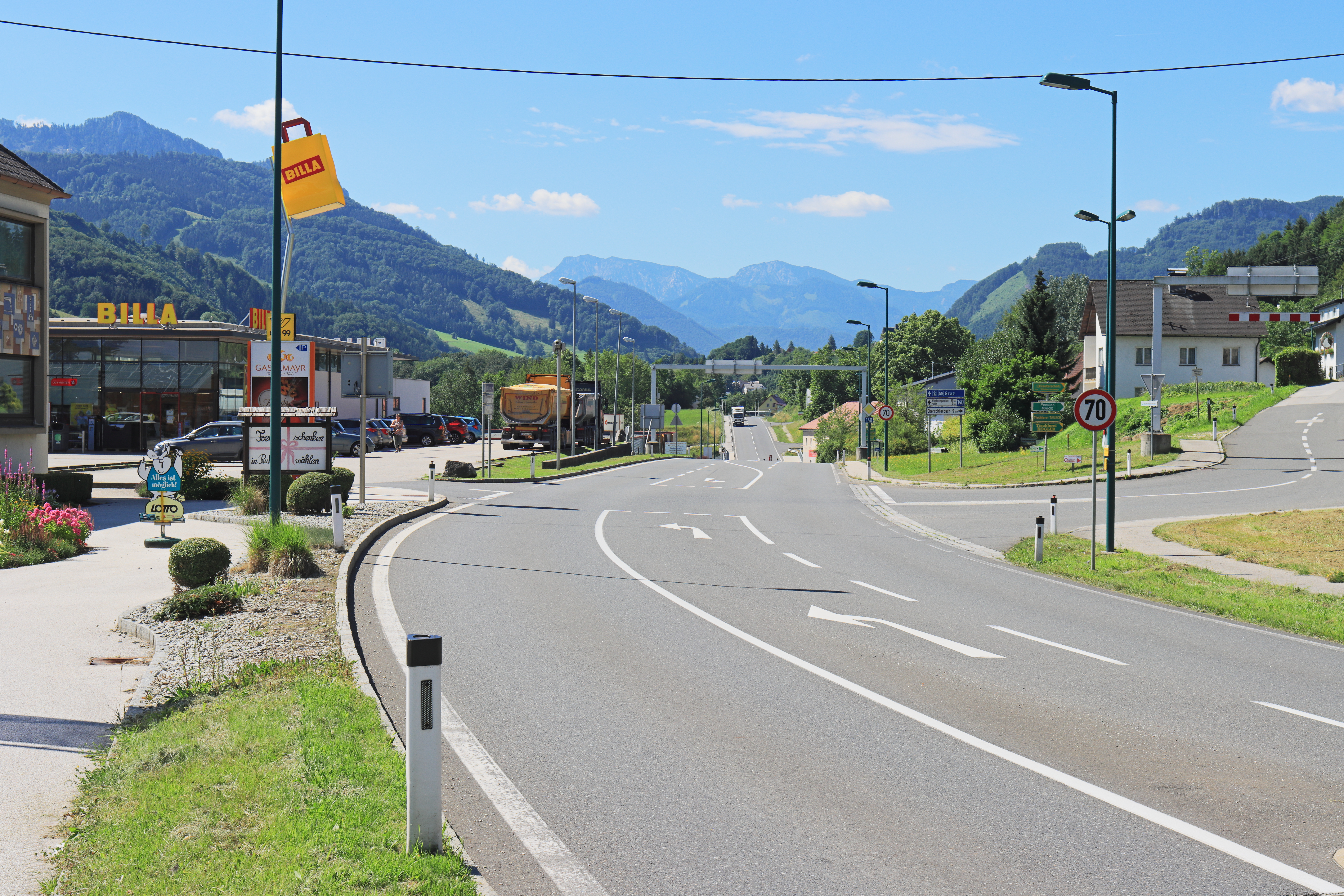
In Untergrünburg mit der Mündung der Schiefer Straße (rechts)
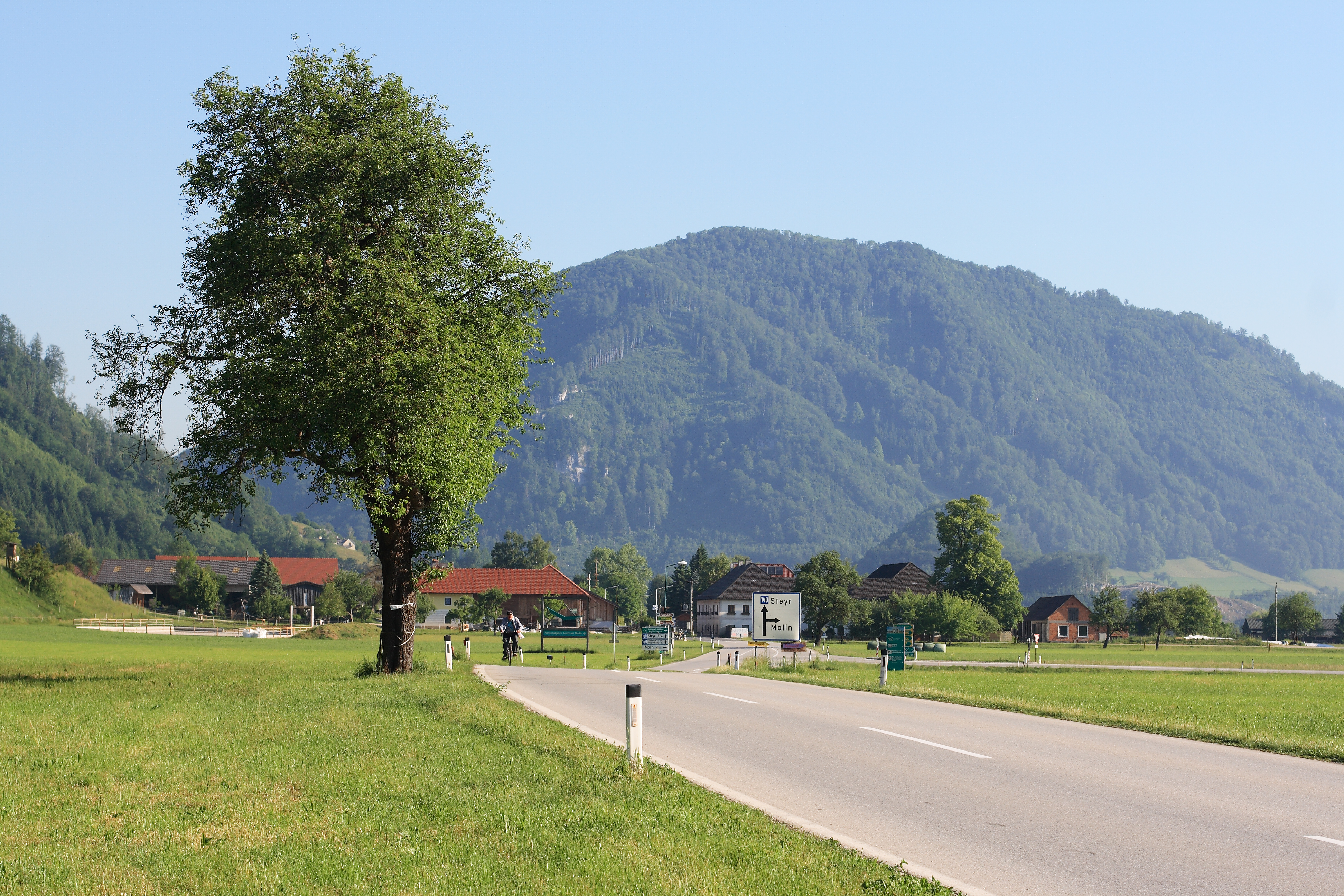
Kurz nach dem Leonsteiner Ortszentrum
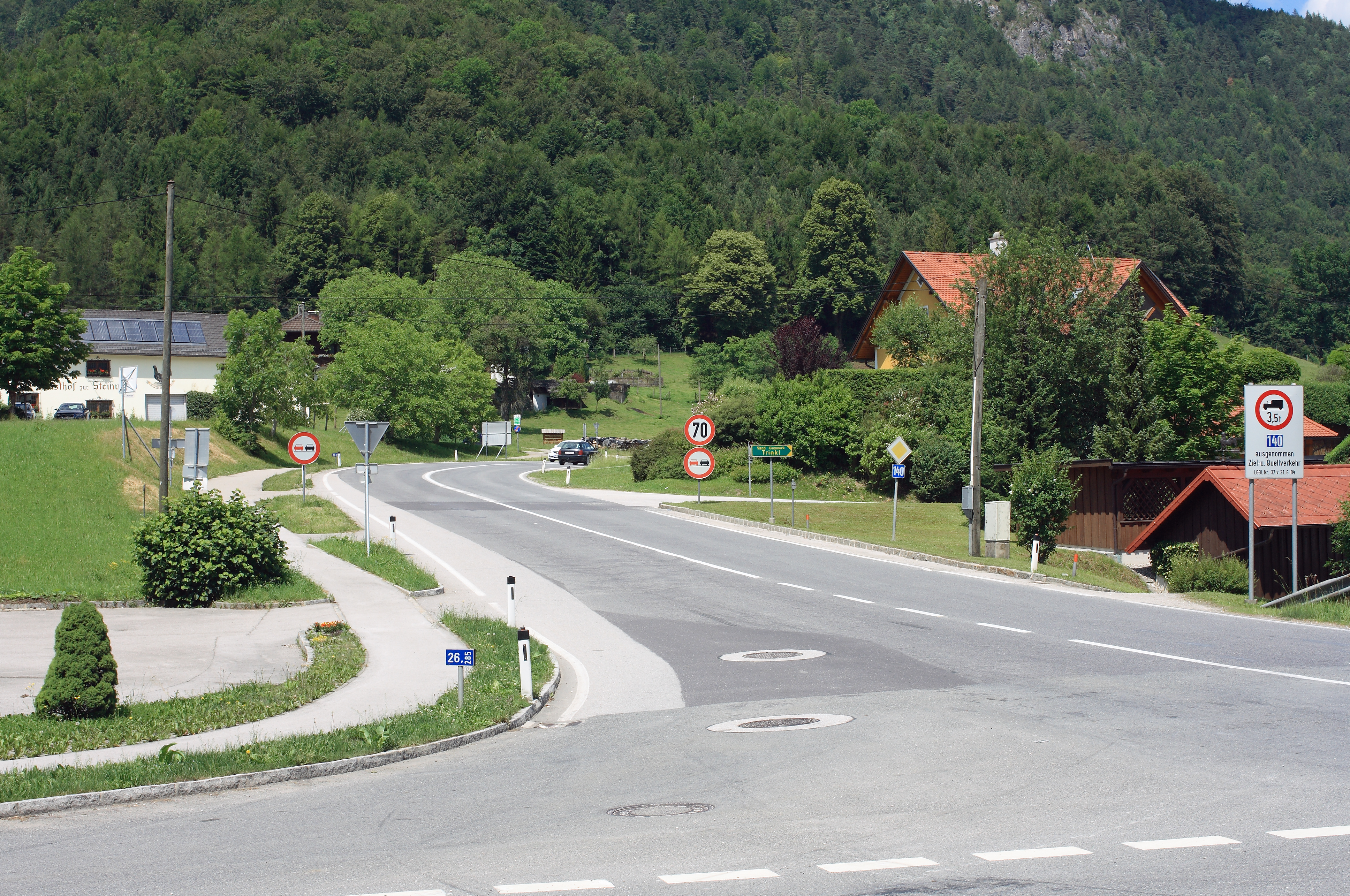
Mündung in die Pyhrnpass Straße

### Bauwerke
Die enge und unübersichtliche Untergrünburger Ortsdurchfahrt wird von einem 1165 Meter langen Tunnel westlich umfahren. Das Nordportal liegt bei der Brücke über den Harrbach und das Südportal bei der Einmündung der Schiefer Landesstraße.
Die Leonsteinerbrücke überspannt die Schlucht des Schmiedleitnerbaches in Priethal bei Schloss Leonstein.
Das größte Brückenbauwerk ist der 1969 fertiggestellte Talübergang Steyrdurchbruch (auch Steyrdurchbruch-Brücke) entlang der Steyr über den Tiefengraben. Das vorgespannte Stahlbetontragewerk ist 205 m lang und 12,66 m breit. Die größte Höhe beträgt 35 m.

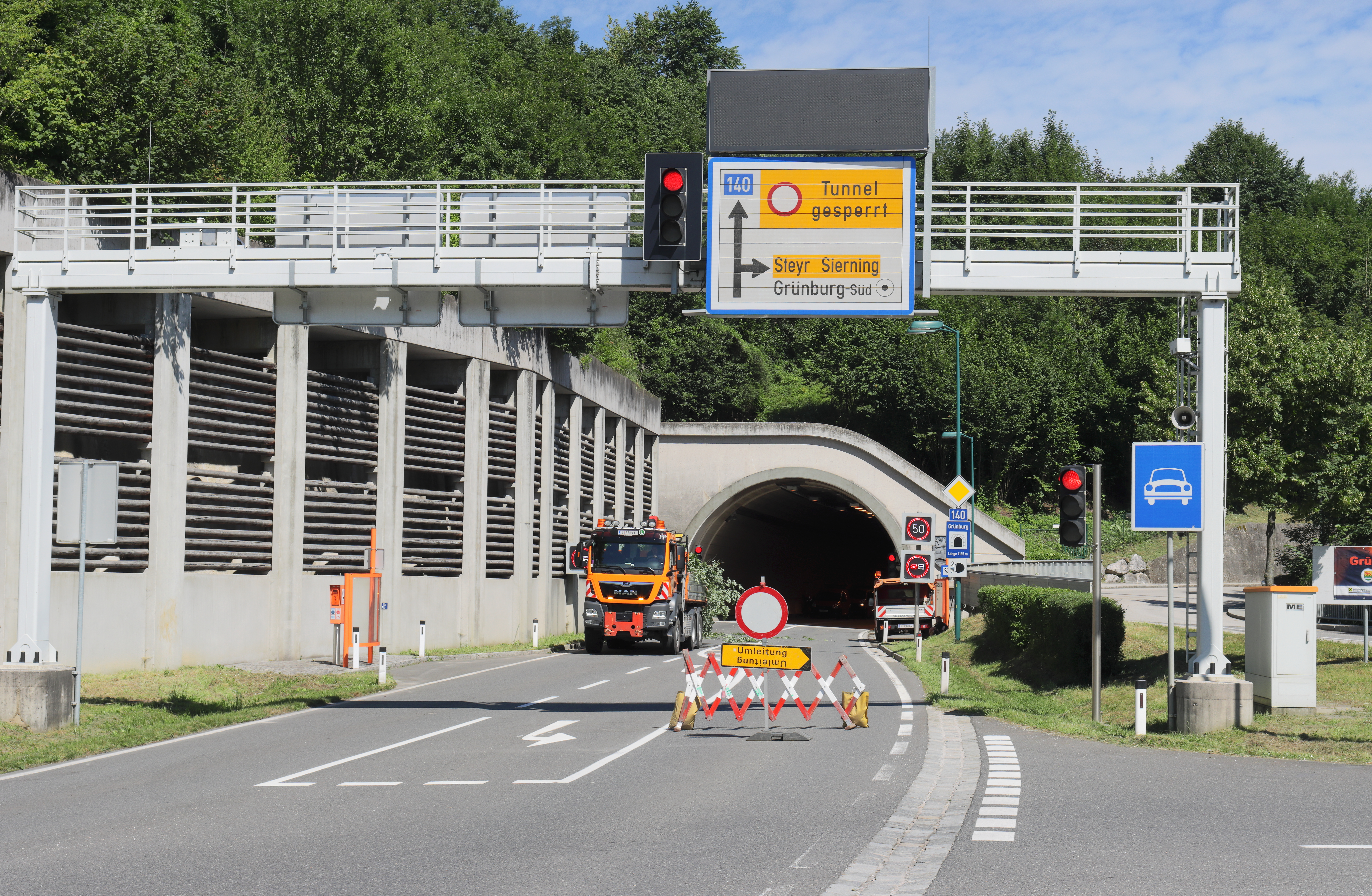
Video: Fahrt durch den Tunnel Grünburg von Norden nach Süden (1:04)
- Tunnel Grünburg, Südportal
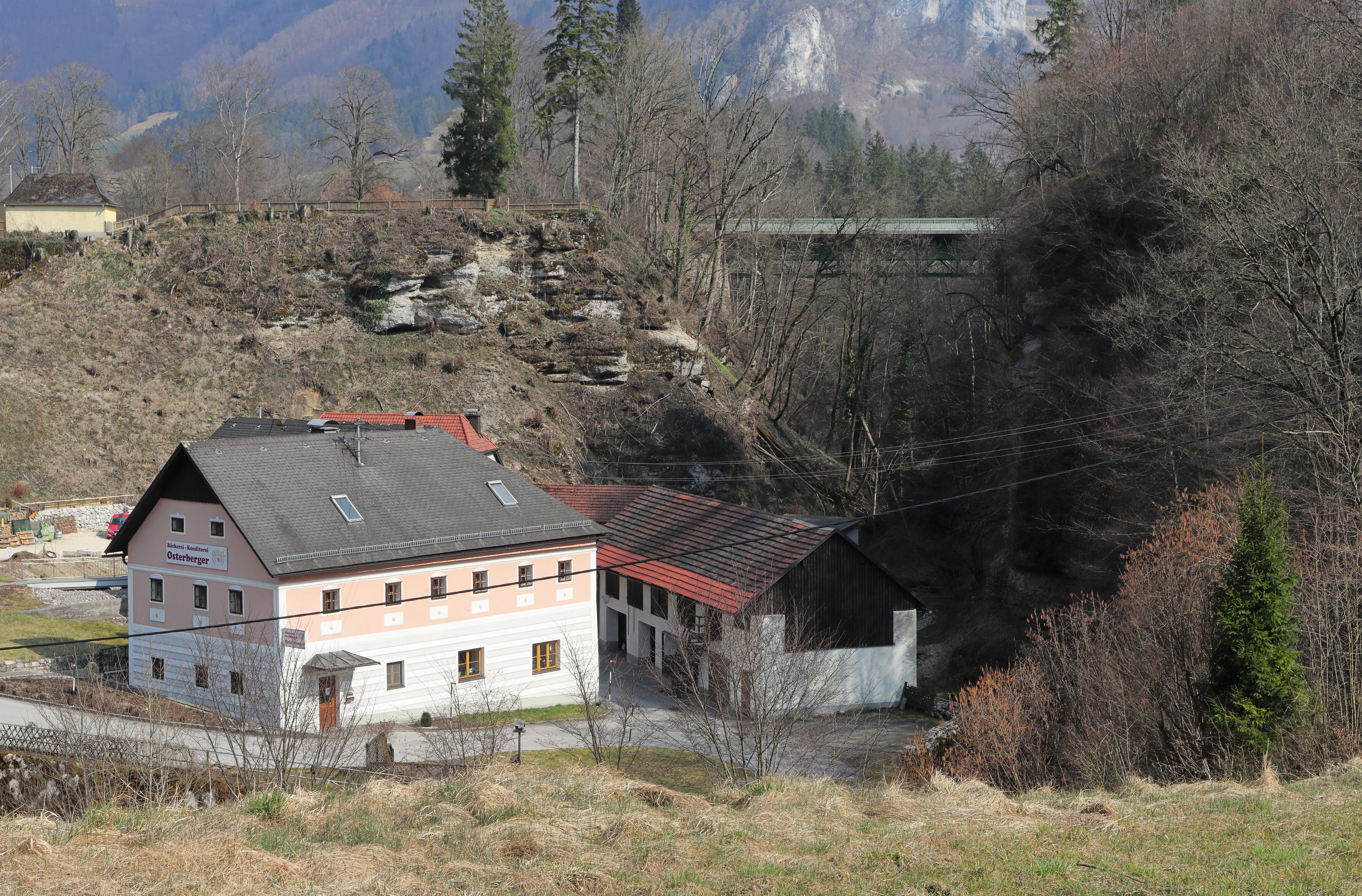
Schmiedleitnerbach-Schlucht in Priethal mit Leonsteinerbrücke
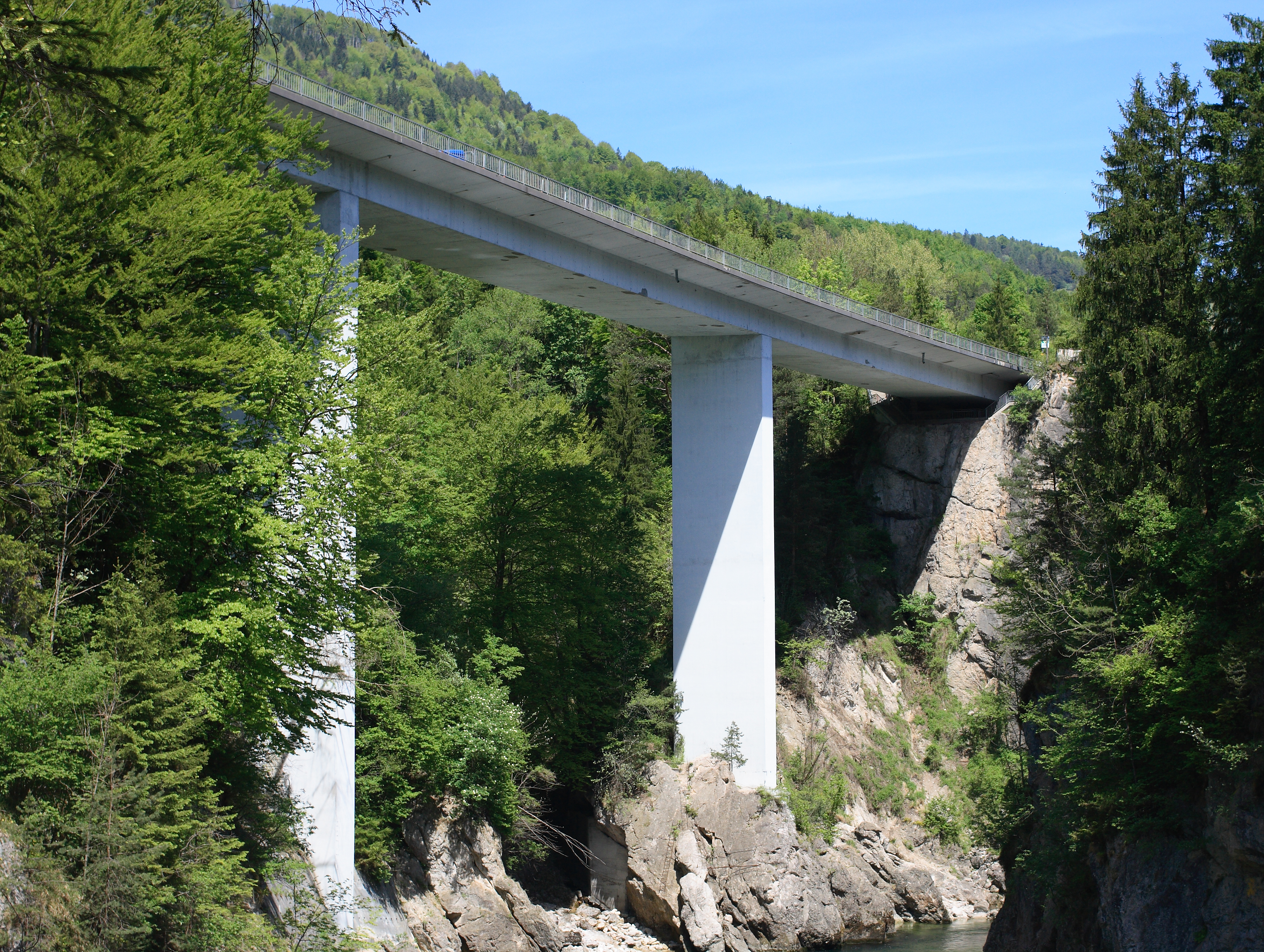
Talübergang Steyrdurchbruch

## Geschichte
Die Straße wurde 1865 ausgebaut. Aus dieser Zeit stammt die sogenannte „Römerbrücke“ im Tiefengraben bei Steyrdurchbruch. Die Leonsteinerbrücke über die tiefeingeschnittene Schlucht des Schmiedleitnerbachs (Rinnerbach) bei Schloss Leonstein wurde erstmals 1876 als Eisenkonstruktion errichtet und 1955 durch eine Betonbrücke ersetzt. Zuvor querte die Trasse den Schmiedleitnerbach auf einer steinernen Bogenbrücke im Talgrund bachaufwärts. Diese denkmalgeschützte Bogenbrücke stammt von 1787.
Die Steyr-Leonsteiner Landesstraße wird seit 1932 als Steyrtalstraße bezeichnet, als der Beginn zwischen Steyr und Sierninghofen zur Voralpenstraße gegliedert wurde. Nach dem Anschluss Österreichs wurde das oberösterreichische Straßennetz nach reichsdeutschem Vorbild neu geordnet. Die Steyrtalstraße wurde am 1. April 1940 zur Landstraße I. Ordnung erklärt und als L.I.O. 21 bezeichnet. Die Steyrtal Straße (Schreibweise von 1948) gehörte seit dem 1. Jänner 1950 zum Netz der Bundesstraßen in Österreich.
Der Straßenabschnitt der Römerbrücke im Tiefengraben wurde mit Fertigstellung des Talübergangs Steyrdurchbruch 1969 aufgegeben.
1973–83 entstand die Umfahrung Sierning, mit der neuen Anbindung an die Voralpen Straße (B 122). Damit wurde der alte Beginn in Sierninghofen hinfällig, die Straße Neuzeug–Steinfeld–Pichlern heißt aber noch heute Steyrtalstraße. Der neuangelegte Beginn bis Pichlern ist bei Frauenhofen.
Seit 1. April 2002 steht die Steyrtal Straße wieder unter Landesverwaltung.
Der Erkundungsstollen für den Tunnel Grünburg wurde im Juli 2003 fertiggestellt. Seit 8. Juni 2008 ist der Umfahrungstunnel für den Verkehr freigegeben. Ende 2020 wurde die Sanierung der Straße in Grünburg auf knapp einem Kilometer von der Feuerbachbrücke bis zur Tiefenbachbrücke (km. 10,520 bis 11,462) abgeschlossen. Die Feuerbachbrücke wurde erneuert und die Straße ausgebaut. Im Abschnitt bei Kilometer 10,9 bis 11,2 wurde die Streckenführung in einem Bogen vom Konglomerathang der Steyrschlucht weg verlegt.

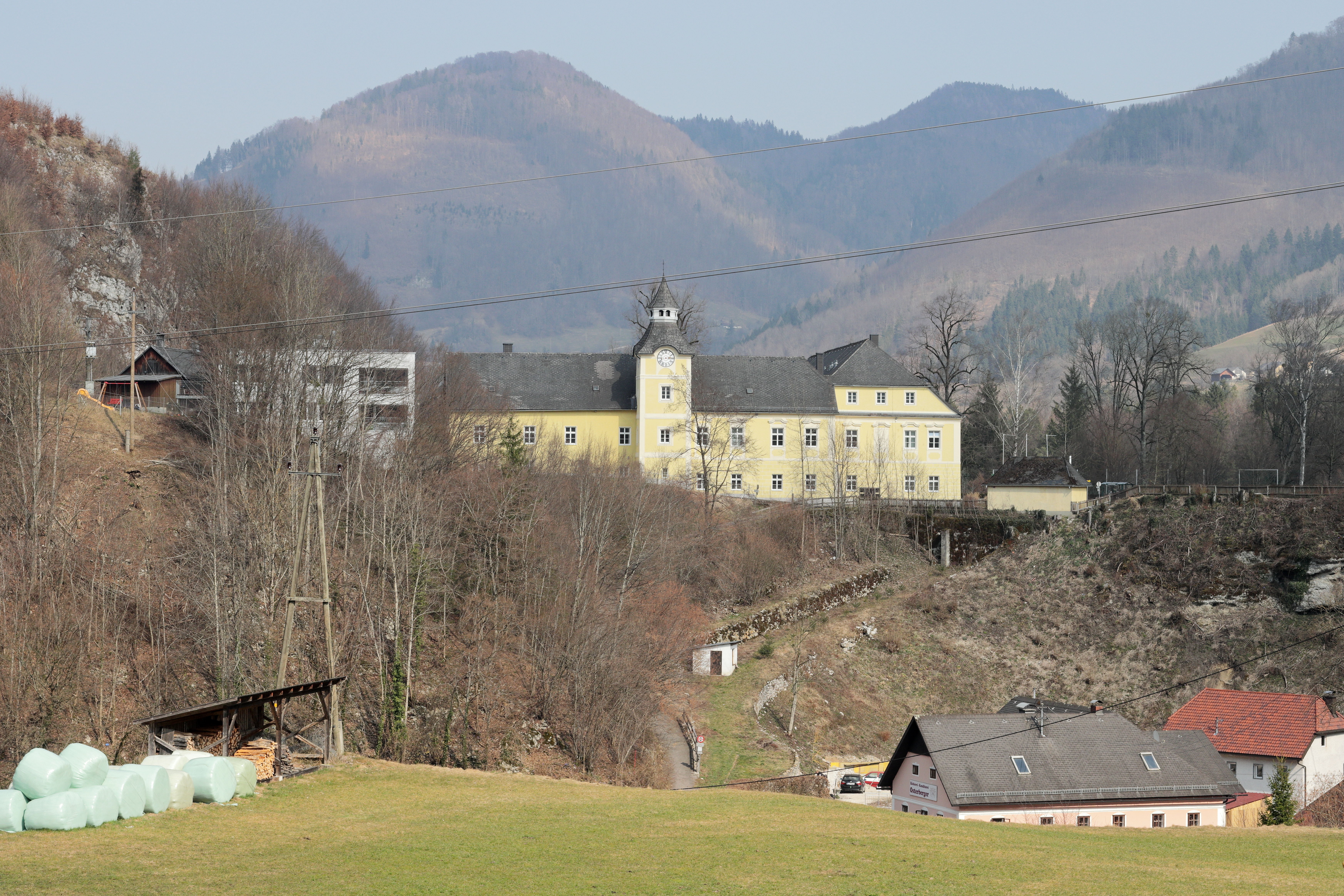
Überreste der alten Trasse bei Schloss Leonstein
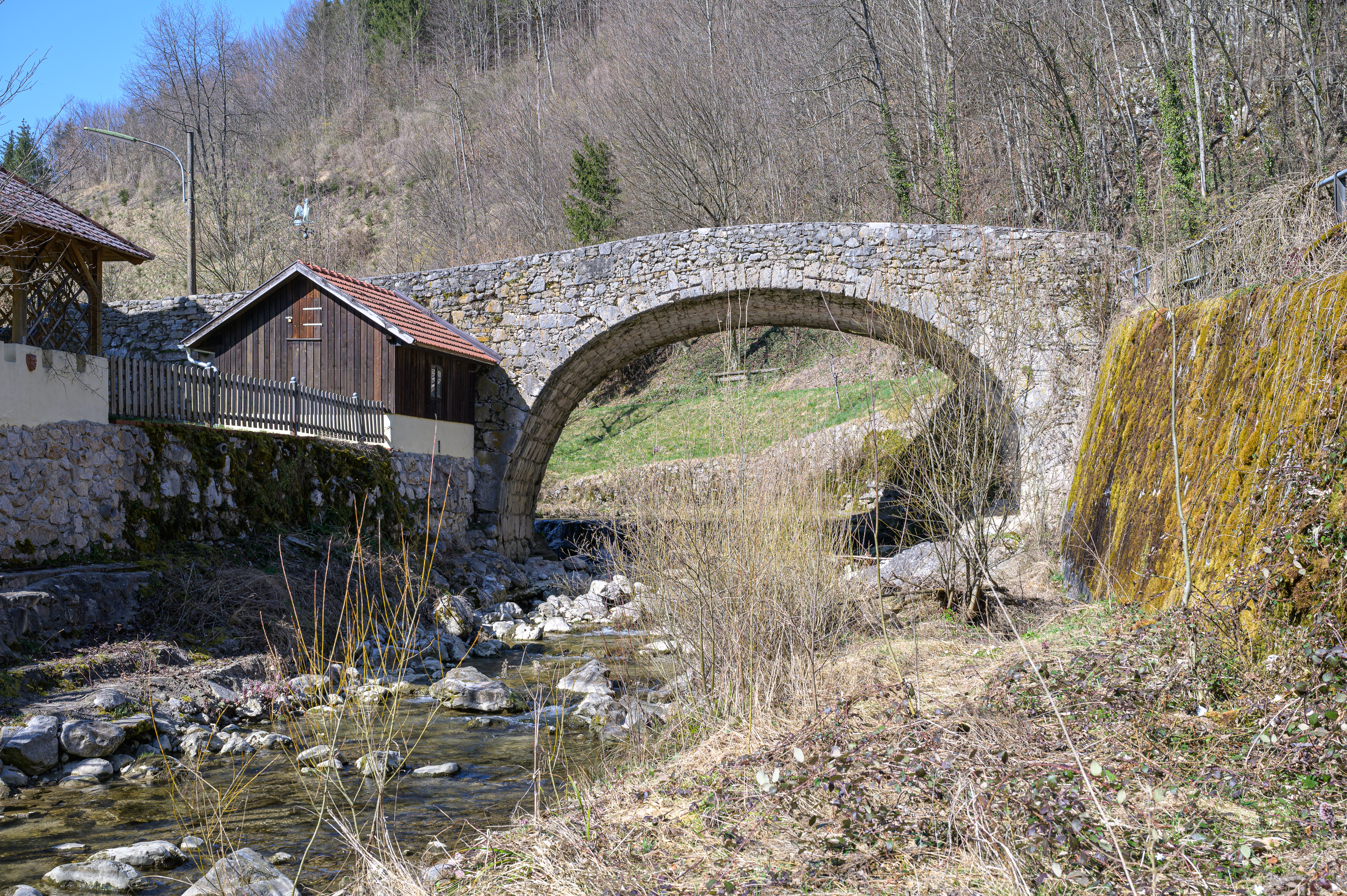
Alte Bogenbrücke von 1787 über den Schmiedleitenbach
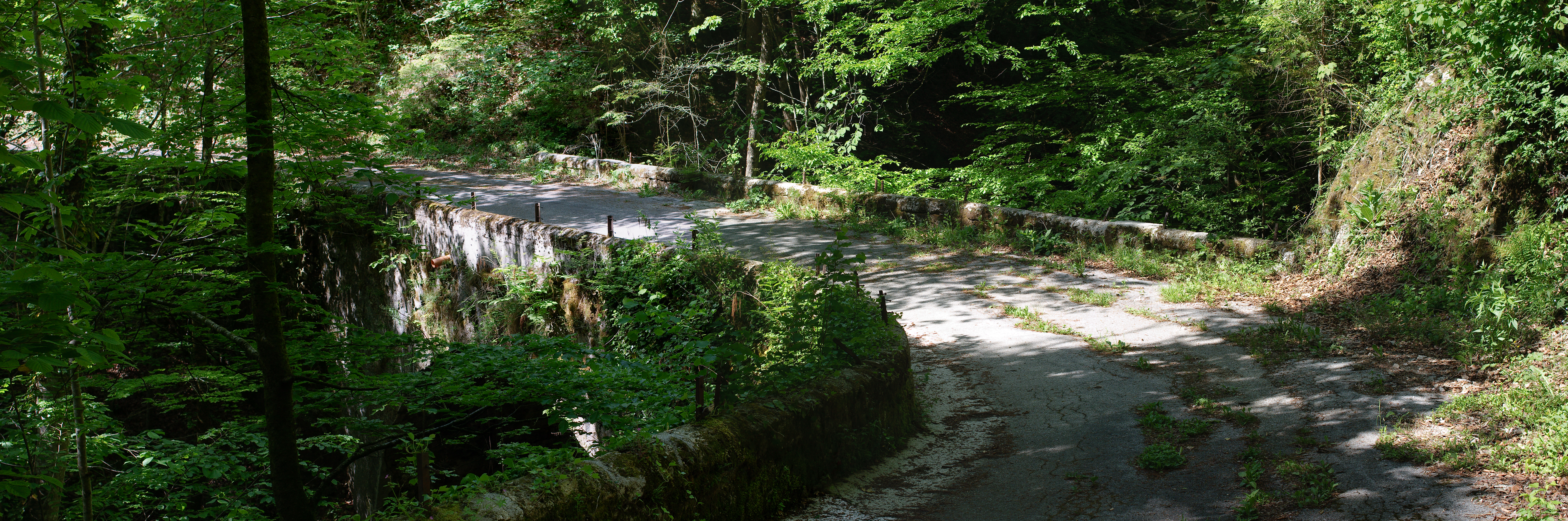
Alter Abschnitt im Tiefengraben mit „Römerbrücke“
- Video: Fahrt durch den Untergrünburger Ortskern (2:46 m)
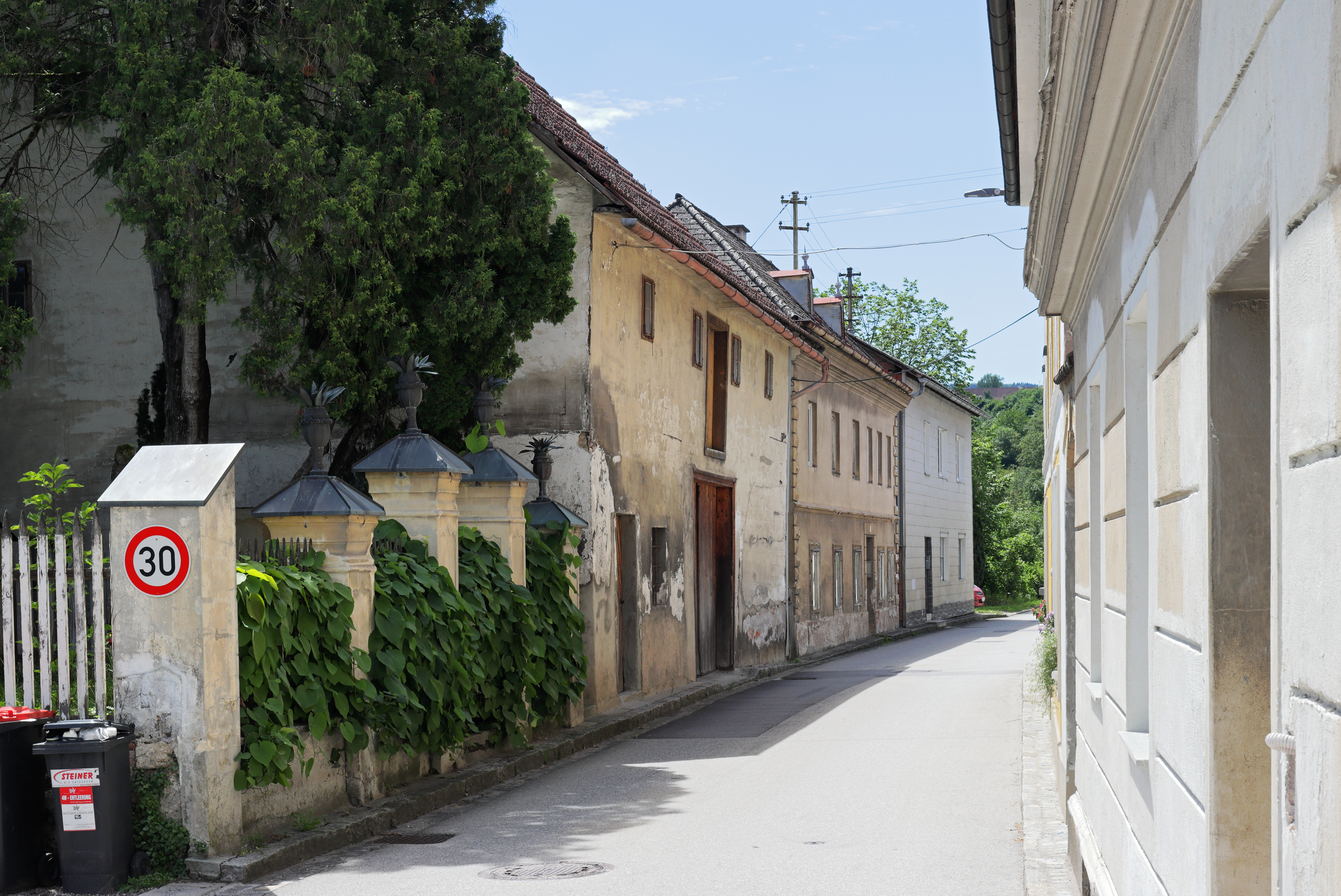
Ein Abschnitt der alten Ortsdurchfahrt in Untergrünburg